# 绒毛叶杭子梢
绒毛叶杭子梢（学名：Campylotropis pinetorum ssp. velutinum）为豆科杭子梢属下的一个亚种。

## 扩展阅读
- 維基物種上的相關：绒毛叶杭子梢